# Resolução 248 do Conselho de Segurança das Nações Unidas
A Resolução 248 do Conselho de Segurança das Nações Unidas aprovada por unanimidade em 24 de março de 1968, depois de receber cartas da Jordânia e de Israel, bem como informações suplementares do Chefe do Estado-Maior da Organização de Supervisão de Trégua das Nações Unidas, o Conselho reafirmou suas resoluções anteriores e condenou a ação militar da Batalha de Karameh, lançada por Israel em flagrante violação da Carta das Nações Unidas. O Conselho deplorou todos os incidentes violentos em violação do cessar-fogo e instou Israel a desistir de atos e atividades em violação da Resolução 237.